# Pyrgomantis nana
Pyrgomantis nana är en bönsyrseart som beskrevs av Sjostedt 1924. Pyrgomantis nana ingår i släktet Pyrgomantis och familjen Tarachodidae. Inga underarter finns listade i Catalogue of Life.